# La Naissance intra-utérine
La Naissance intra-utérine est une huile sur toile peinte vers 1921 par Salvador Dalí, alors âgé de 17 ans. Authentifiée en 2013, elle est considérée comme la première œuvre surréaliste du peintre. 

## Authentification
Jusqu'en 2013, l'œuvre est considérée comme anonyme. En 1988, le peintre et historien de l'art Tomeu L'Amo découvre la toile dans un magasin de Gérone. La soupçonnant d'être un Dali en raison de ses couleurs, il l'achète pour 25 000 pesetas, soit l'équivalent d'environ 150 euros. 
Entre 2004 et 2013, le propriétaire fait analyser le tableau. Daté de 1896, soit huit ans avant la naissance de Dali, les experts déterminent qu'il fut en réalité peint autour de 1921 : « connu pour son goût de la provocation et de la mystification, [Dali] aurait utilisé un code numérologique pour masquer la date ». L'analyse graphologique conclut également que l'écriture utilisée pour la dédicace, en bas à droite du tableau, correspond à celle de Dali. Écrite en catalan, elle contient par ailleurs « une faute d'orthographe que Dali avait l’habitude de faire et qui a été corrigée de manière à devenir invisible à l’œil nu ». Cette erreur concerne l'inversion des lettres « b » et « v » dans le mot « benvolgut » (« estimé »), erreur ensuite cachée par de la peinture noire.

## Description
L'œuvre est dessinée au stylo bleu et noir avant d'être peinte à grands traits. Elle représente des anges flottant dans le ciel, au-dessus d'un volcan. 
La vie intra-utérine est un thème récurrent chez Dali. Pour Robin Chatelain, « l’évocation de la vie intra-utérine trouve sa source dans l’essai d’Otto Rank sur le Traumatisme de la naissance. Dali manifeste pour elle un vif intérêt et la décrit comme le Paradis perdu. Selon Rank, et c’est cette thèse que Dali s’approprie, la naissance nous soumet au choc de la réalité, d’où le désir de retrouver, symboliquement, cet état paradisiaque dont l’artiste dit éprouver l’éperdue nostalgie ».
Pour Nicolas Descharnes, spécialiste de Dali, « le tableau peut être considéré comme la première œuvre surréaliste de Dali », même si le mouvement ne fut officiellement fondé qu'en 1924 par André Breton.